# Episodi di Donna in carriera
La prima e unica stagione della serie TV Donna in carriera (Working Girl) è andata in onda negli USA dal 16 aprile al 30 luglio 1990 sul canale NBC. A causa dei bassi ascolti la serie è stata cancellata dopo la trasmissione di 8 episodi su 12 prodotti e quindi, gli ultimi 4 non sono mai stati trasmessi. In Italia è andata in onda su Rete 4 a partire dall'11 ottobre 1992, ogni domenica in seconda serata.
| nº | Titolo originale                           | Titolo italiano | Prima TV USA   | Prima TV Italia |
| -- | ------------------------------------------ | --------------- | -------------- | --------------- |
| 1  | Dream On                                   |                 | 16 aprile 1990 |                 |
| 2  | I Heard It Through the Grapevine           |                 | 23 aprile 1990 |                 |
| 3  | A Friend in Need                           |                 | 30 aprile 1990 |                 |
| 4  | McJoe's                                    |                 | 7 maggio 1990  |                 |
| 5  | It's Only Love                             |                 | 14 maggio 1990 |                 |
| 6  | Hungry Heart                               |                 | 16 luglio 1990 |                 |
| 7  | Just One of Those Things                   |                 | 23 luglio 1990 |                 |
| 8  | Guess Who's Coming to Dinner               |                 | 30 luglio 1990 |                 |
| 9  | Get Back (a.k.a. Back in the Saddle Again) |                 | Mai trasmesso  |                 |
| 10 | Two's a Crowd                              |                 | Mai trasmesso  |                 |
| 11 | We Can Work It Out                         |                 | Mai trasmesso  |                 |
| 12 | Oh, Brother                                |                 | Mai trasmesso  |                 |